# Панський луг-2
Панський луг — заповідне урочище місцевого значення. Об'єкт розташований на території Снятина Івано-Франківської області.
Площа — 1,7000 га, статус отриманий у 1983 році.